# Carex handelii
Carex handelii är en halvgräsart som beskrevs av Georg Kükenthal. Carex handelii ingår i släktet starrar, och familjen halvgräs. Inga underarter finns listade i Catalogue of Life.